# Energias de Portugal
Energias de Portugal (порт. Energias de Portugal, по-русски читается «Энержи́аш-ды-Португа́л»), полностью EDP — Energias de Portugal, S.A.) — транснациональный холдинг, занятый производством, распределением по сетям и сбытом электроэнергии, а также закупками, доставкой и сбытом природного газа.
Компания основана в 1976 году, её штаб-квартира располагается в Лиссабоне.
Деятельность группы EDP широко представлена в Португалии, Испании, Франции, США, Бельгии, Польше, Румынии и Бразилии. Energias de Portugal является самой крупной производственной компанией в Португалии и третьим по величине производителем ветряной электроэнергии в мире.

## Некоторые организации внутри структуры EDP, по странам и направлениям деятельности в электроэнергетике
Направление в целом курируется EDP Renováveis, в странах Европы — NEO.
| Страна                                                                   | Производство электроэнергии (альтернативную энергетику см. отдельно)                                                                                 | Альтернативная энергетика (главным образом, ветроэнергетика) — производство электроэнергии | Распределение электроэнергии по сетям  | Сбыт электроэнергии                  |
| ------------------------------------------------------------------------ | --- | ------------------------------------------------------------------------------------------ | -------------------------------------- | ------------------------------------ |
| Португалия                                                               | EDP Produção; Tergen; O&M Serviços; Tejo Energia; EDA; Soporgen; Energin; EDP Produção Bioeléctrica; Pebble Hydro                                    | Enernova                                                                                   | EDP Distribuição                       | EDP Serviço Universal; EDP Comercial |
| Испания                                                                  | Hidroeléctrica del Cantábrico; Elerebro; HC Explotación Centrales; HC Cogeneración; Intever; Sierra de la Tercia; Sinova; Bioastur; Millenium Energy | Genesa Agrupación; Eólica; Ceasa                                                           | HC Distribuición; HC Explotación Redes | HC Energía                           |
| Франция                                                                  | - | Eole 76 (NEOGALIA)                                                                         | -                                      | -                                    |
| Бельгия                                                                  | - | GreenWind                                                                                  | -                                      | -                                    |
| Польша                                                                   | - | Relax Wind Parks                                                                           | -                                      | -                                    |
| Румыния                                                                  | - | Renovatio                                                                                  | -                                      | -                                    |
| США                                                                      | - | Horizon Wind Energy                                                                        | -                                      | -                                    |
| Бразилия (курирующая структура по электроэнергетике: Energias do Brasil) | Energest; Investco (Lajeado); Enerpeixe; Energia Pecém                                                                                               | EDP Renováveis Brasil                                                                      | Bandeirante; Escelsa                   | Enertrade                            |

## Некоторые организации внутри структуры EDP, по странам и специализации в газовой отрасли[2]
| Страны               | Закупки газа           | Перевозки газа               | Распределение газа по сетям  | Сбыт газа                                         |
| -------------------- | ---------------------- | ---------------------------- | ---------------------------- | ------------------------------------------------- |
| Португалия           | -                      | -                            | Setgás; Portgás Distribução  | EDP Gás Serv. Universal; EDP Gás GLP; EDP Gás.Com |
| Испания              | Naturgas Energia Grupo | NE Transporte; Septentrional | NE Distribución; Tolosa Gasa | NE Comercialização                                |
| Испания и Португалия | EDP Gás SGPS           | -                            | -                            | -                                                 |